# MMS
Послуга мультимедійних повідомлень (англ. Multimedia Messaging Service, MMS) — стандарт, який дозволяє пересилати між мобільними пристроями повідомлення з мультимедійним змістом (зображення, звук тощо), а не тільки з текстовим наповненням, як у випадку з SMS.